# Mistpalpmot
De mistpalpmot (Chionodes tragicella) is een vlinder uit de familie tastermotten (Gelechiidae). De wetenschappelijke naam is voor het eerst geldig gepubliceerd in 1865 door Heyden.
De rupsen leven van augustus tot mei van het volgend jaar op Larix, bij voorkeur op de Europese lork (Larix decidua). De volwassen dieren vliegen van mei tot midden juli.
De soort komt voor in Europa. In Nederland werd ze voor het eerst aangetroffen in 1978 in Baarle-Nassau. In België werd de mistpalpmot voor het eerst geobserveerd in 2004 in Schoten.